# Менцель, Герхард
Герхард Менцель (нем. Gerhard Menzel; 29 сентября 1894, Вальденбург, сейчас Нижнесилезское воеводство, Польша — 4 мая 1966, Комано, Швейцария) — немецкий сценарист. За время своей кинокарьеры (1933-1965) написал сценарии к 38 фильмам.

## Биография
Герхард Менцель родился 29 сентября 1894 года в Вальденбурге (сейчас Валбжих, Нижнесилезское воеводство в Польше). Его отец, Пауль Менцель, был владельцем кинотеатра. После окончания школы изучал банковское дело, затем учился музыке. В 1916-1918 годах служил солдатом на фронтах Первой мировой войны. После войны работал банковским клерком. В 1922-1925 годах Менцель работал в ювелирном магазине в Вальденбурге. В 1925 году он купил кинотеатр в Богушув-Горце, где демонстрировал немые фильмы в музыкальном сопровождении на фисгармонии.
В конце 1920-х годов Герханд Менцель занялся литературной деятельностью. В 1927 году он получил литературную Премию Клейста за свою пьесу «Тобогган» (нем. Toboggan). Написал ещё несколько пьес, которые были поставлены на престижных берлинских театральных сценах.
В октябре 1933 года Менцель был одним из 88 писателей, которые подписали «клятву верности» Адольфу Гитлеру..
Наибольшей славы Герхард Менцель получил как киносценарист. Первый его сценарий к фильму «Рассвет» (основан на военном дневнике командира подводной лодки U 202 в Первой мировой войне и писателя Эдгара фон Шпигеля) был посвящен немецким военным героям-подводникам. С 1939 года Менцель жил в Вене. Как сценарист чаще всего работал с режиссером Густавом Учицки, написав, в частности, сценарии таких его пропагандистских фильмов, как «Беженцы» (по своему одноименному роману) (1933) и «Возвращение домой» (1941). В 1939 году Менцель адаптировал для кино повесть О. Пушкина «Станционных смотритель» под названием «Почтмейстер».
После Второй мировой войны продолжал работать сценаристом в Западной Германии. Выступил соавтором сценария фильма Вилли Форста «Грешница» с Хильдегард Кнеф в главной роли, который вызвал негативную реакцию в обществе из-за откровенно поднятую в картине тему самоубийства.
Герхард Менцель скончался 4 мая 1966 году в швейцарском Комано на 72-м году жизни.